# Hypericum jovis
Hypericum jovis är en johannesörtsväxtart som beskrevs av W. Greuter. Hypericum jovis ingår i släktet johannesörter, och familjen johannesörtsväxter. Inga underarter finns listade i Catalogue of Life.